# 鳄嘴花
鳄嘴花，又名憂遁草、沙巴蛇草，是爵床科鳄嘴花属的植物。分布在中南半岛、马来半岛以及中国大陆的广西、广东、云南、海南等地，生长于海拔500米至620米的地区，多生长于低海拔疏林中和灌丛内。鱷嘴花是一種多年生植物草本植物，高約1-1.5公尺，全株綠色，葉子部分長15公分，葉緣有微微的波浪形狀。目前在台灣屏東縣九如鄉的香藥草植物園區內有培植這種植物。
根據台灣屏東縣政府農業處表示，鱷嘴花這種植物同時具藥用及食材功能，其嫩葉可食用，而且可用來治療毒蛇咬傷；另外華南農業大學對华南地区常见野菜的营养功能和毒理的专门研究發現「鳄嘴花这种野菜的类黄酮物质很高，可能对抗癌还有相当的功效」。因此，網上有不少傳言執着於這一點，不斷散播這種植物的各種神奇功效。

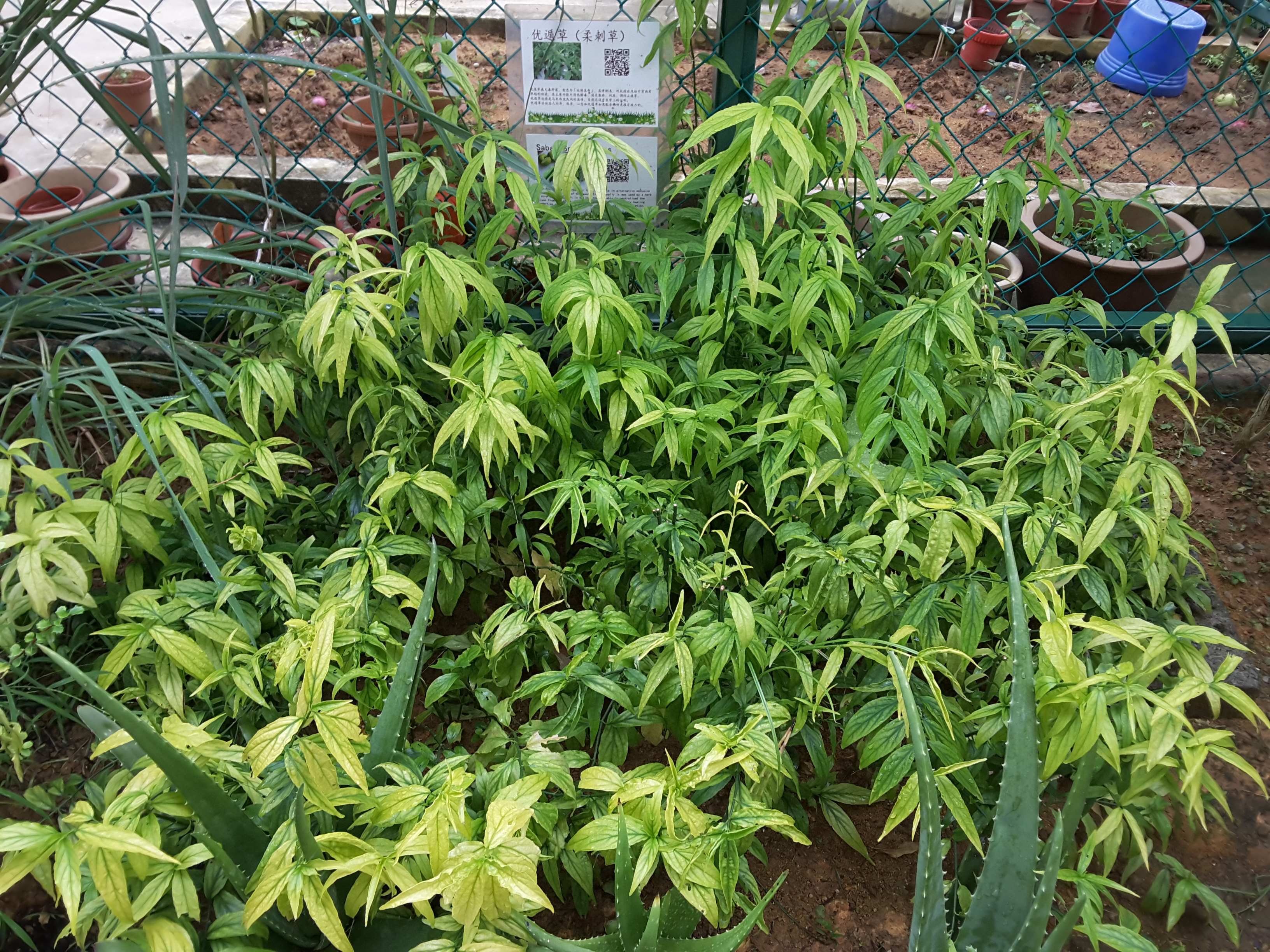
新加坡種植憂遁草

## 圖庫

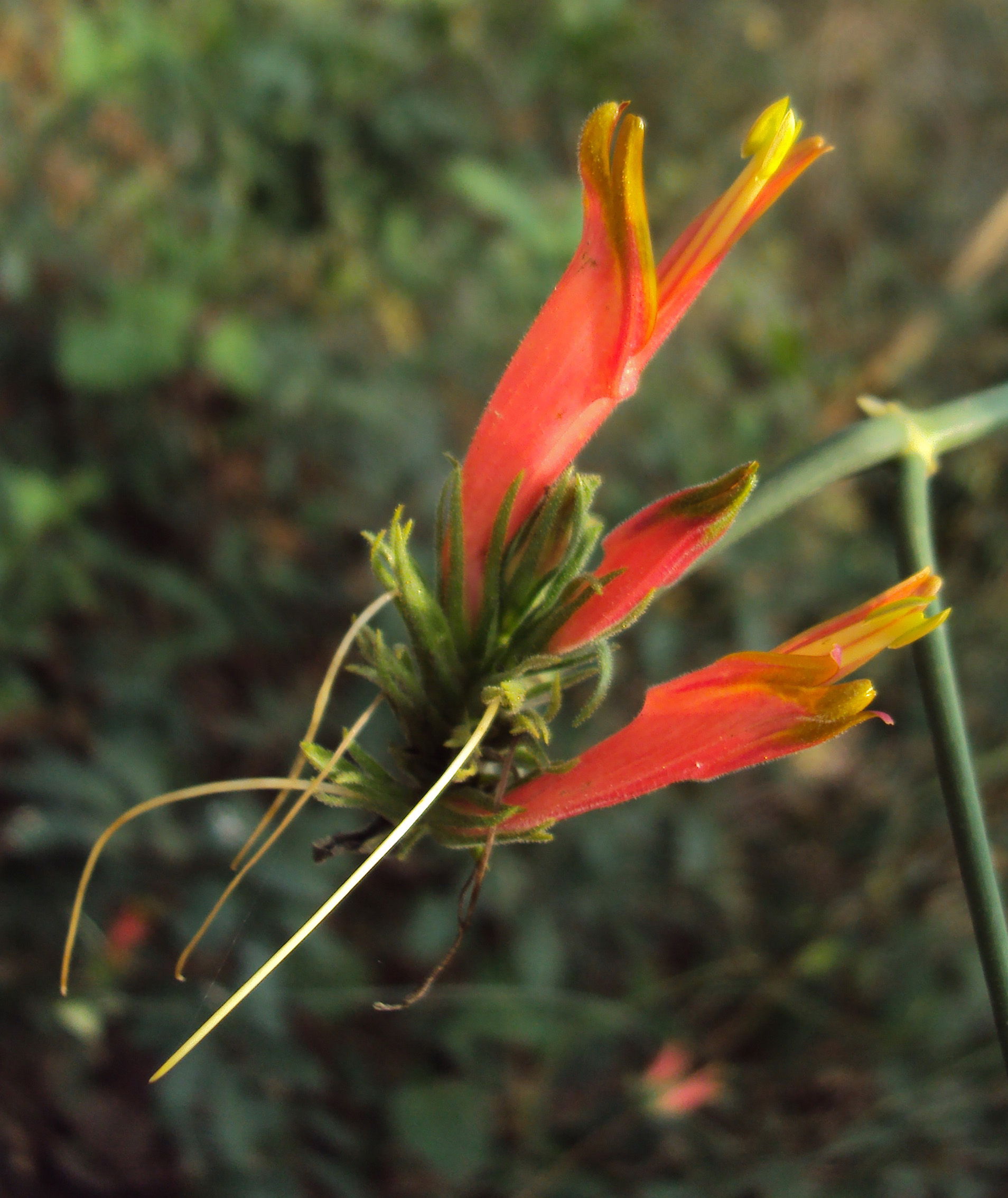
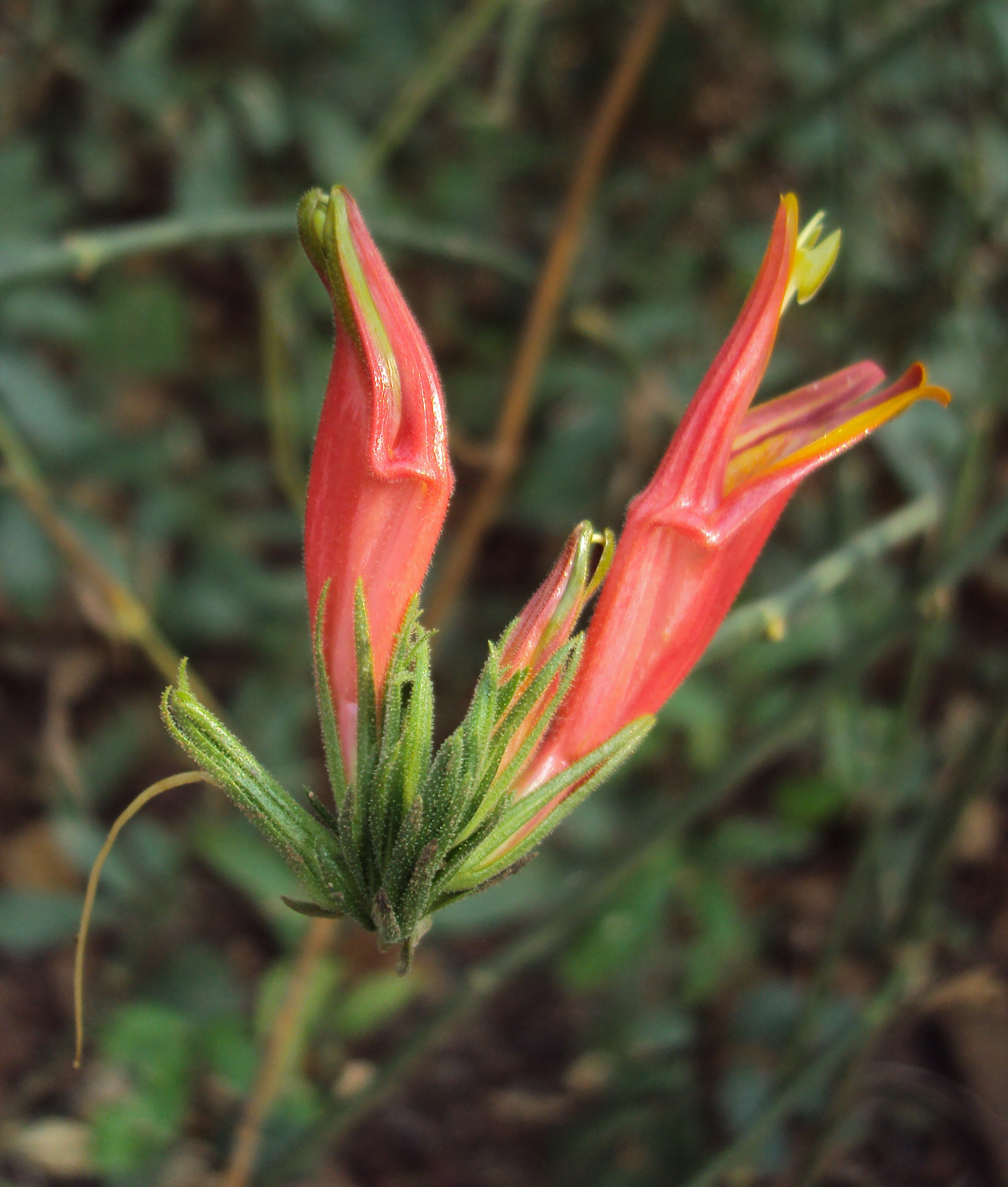
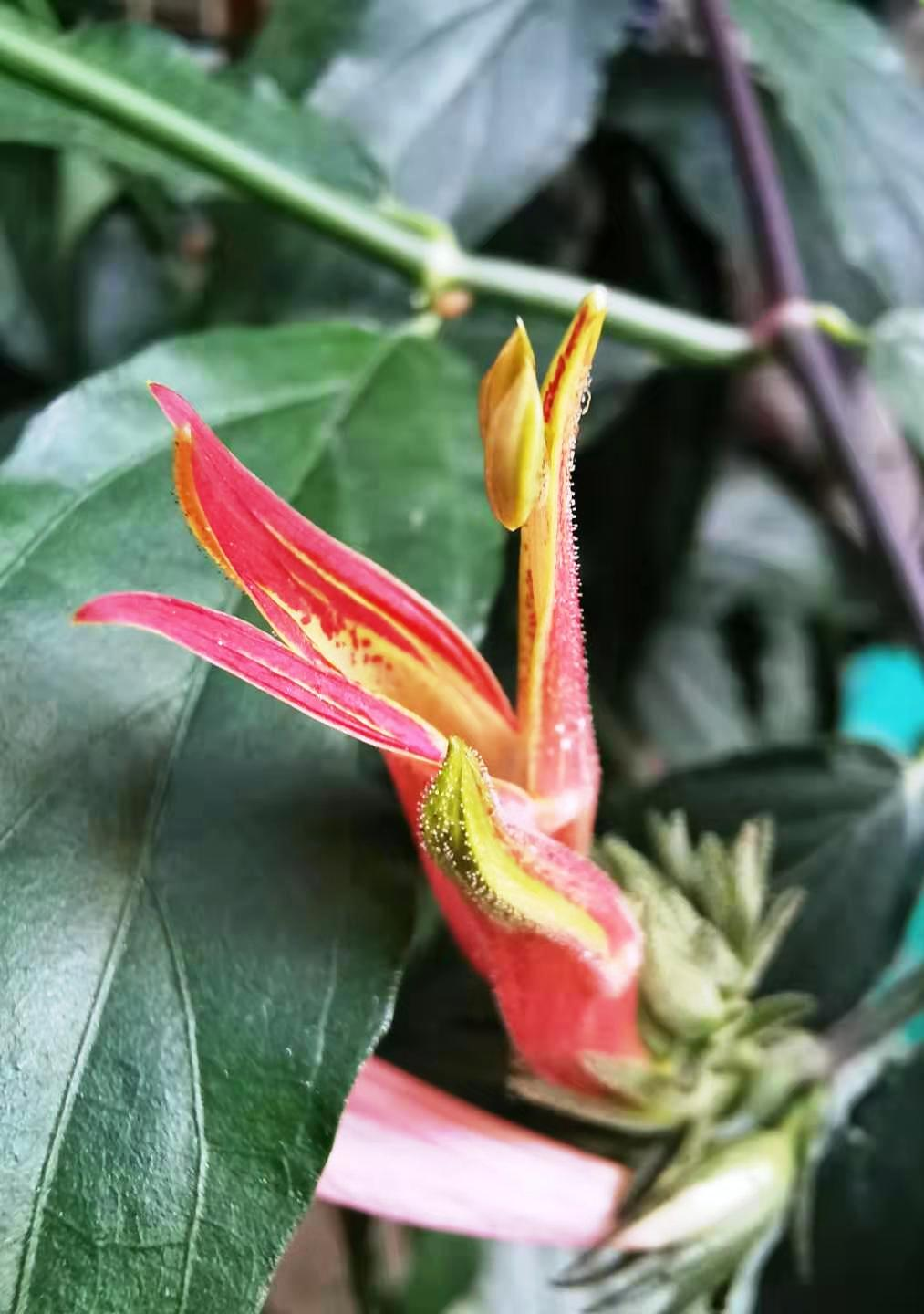
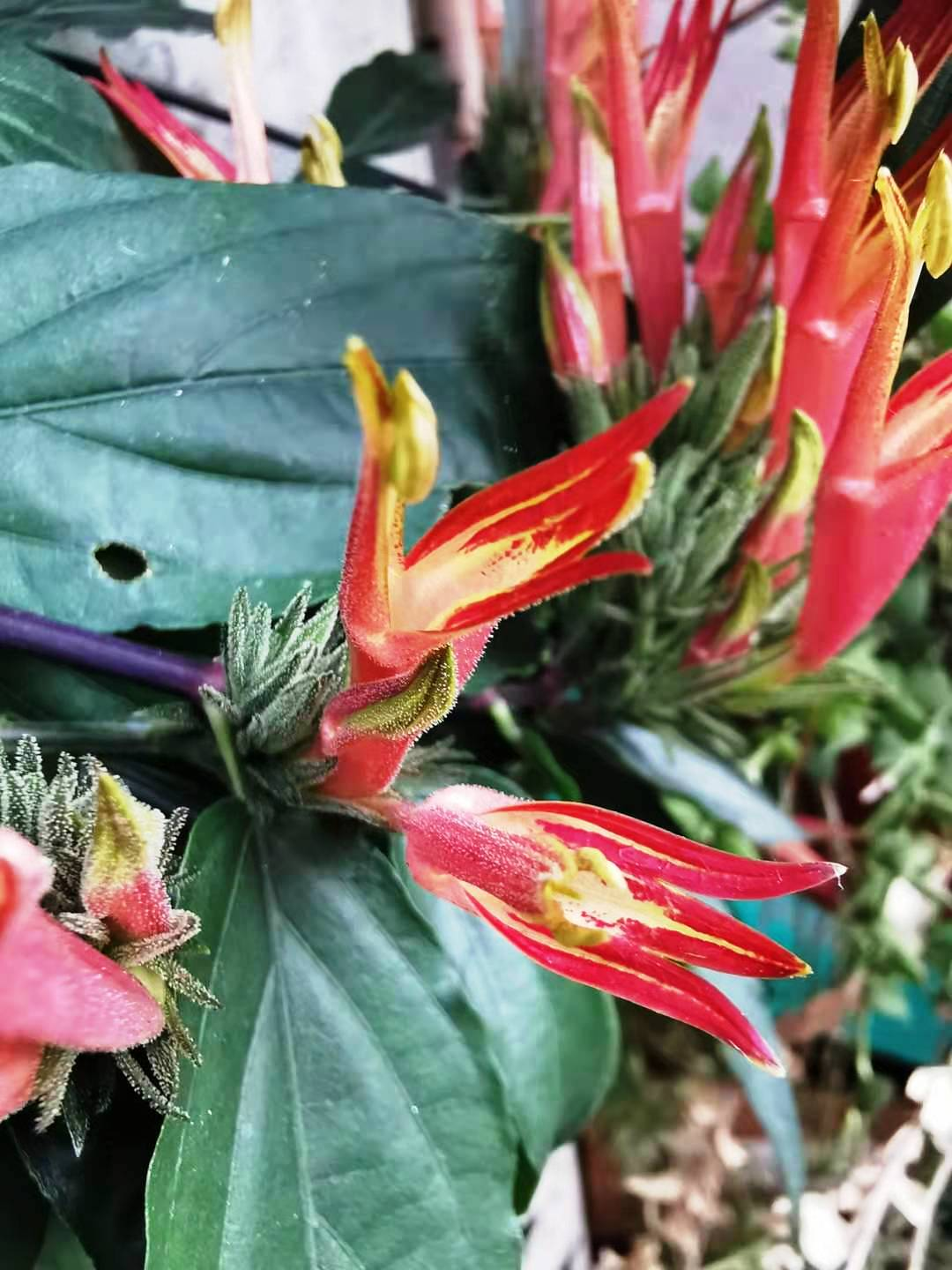
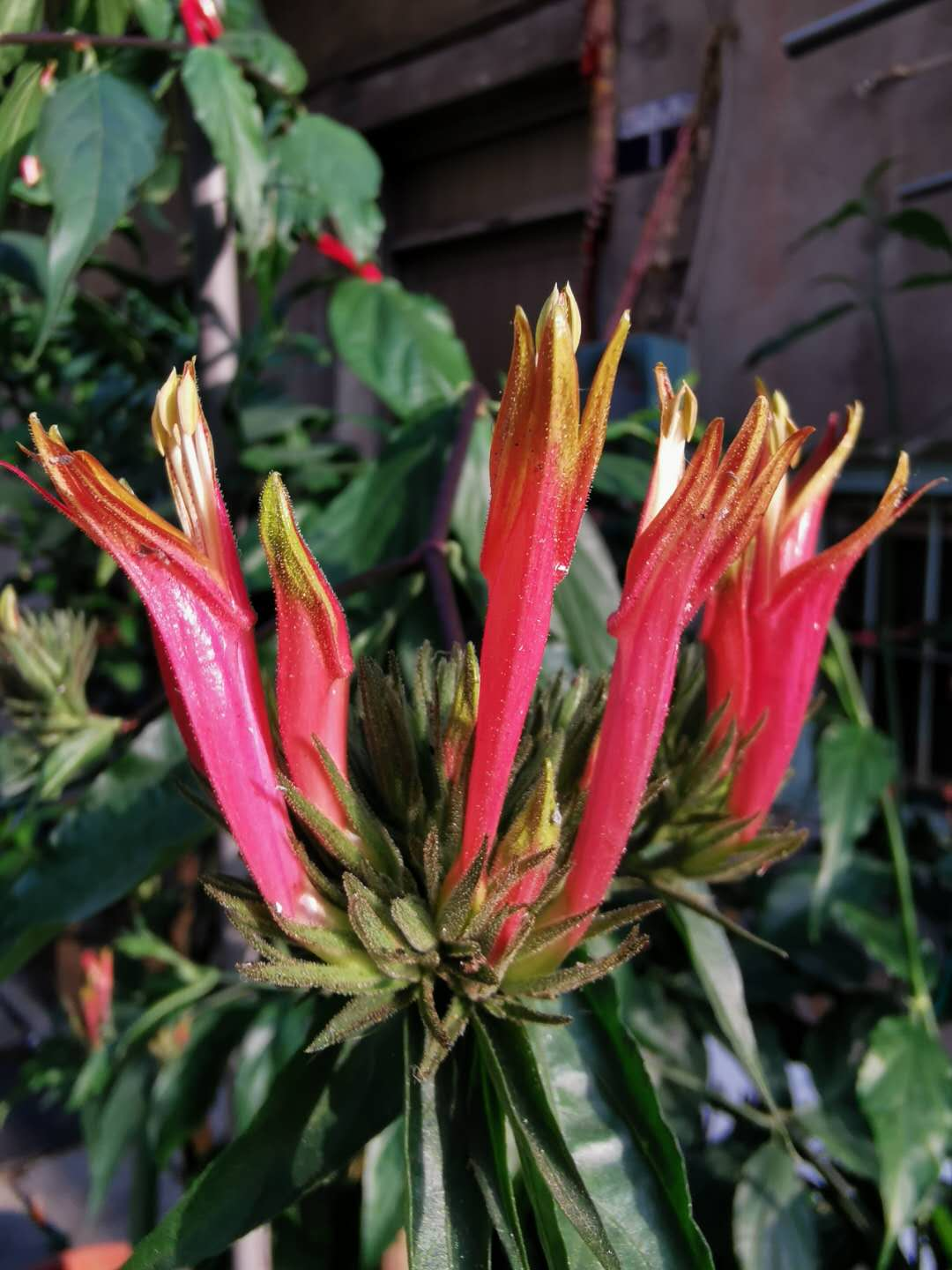
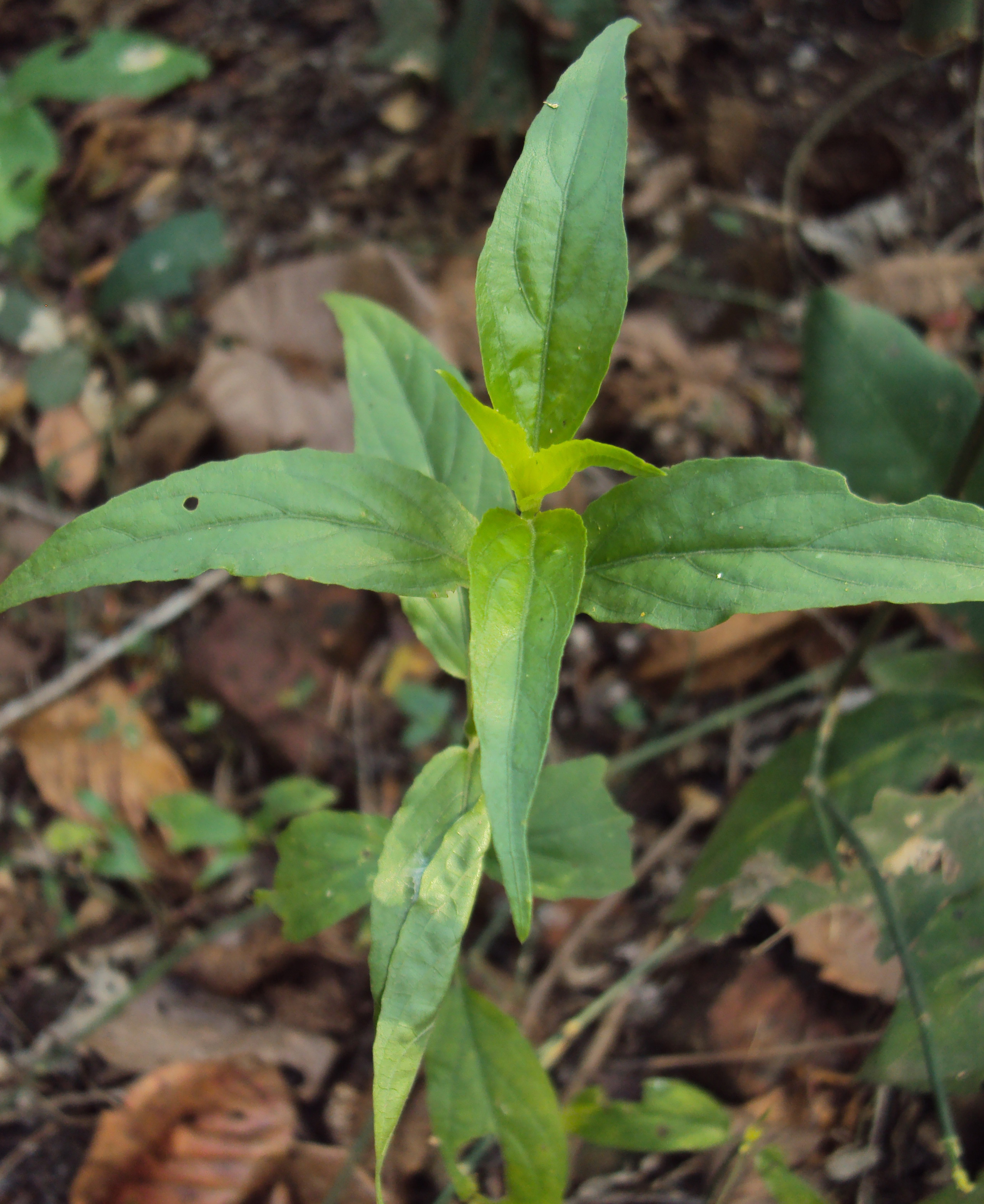
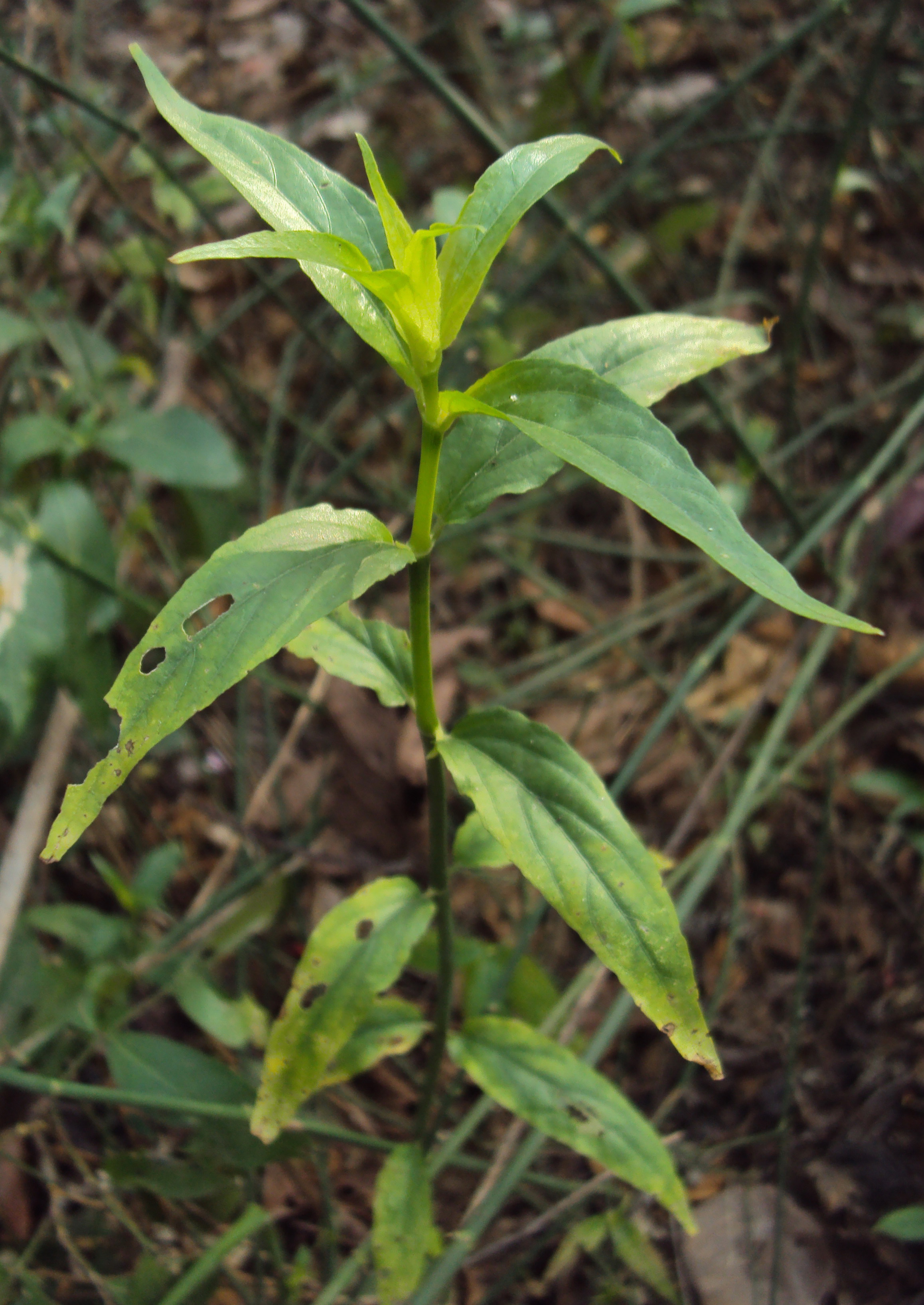
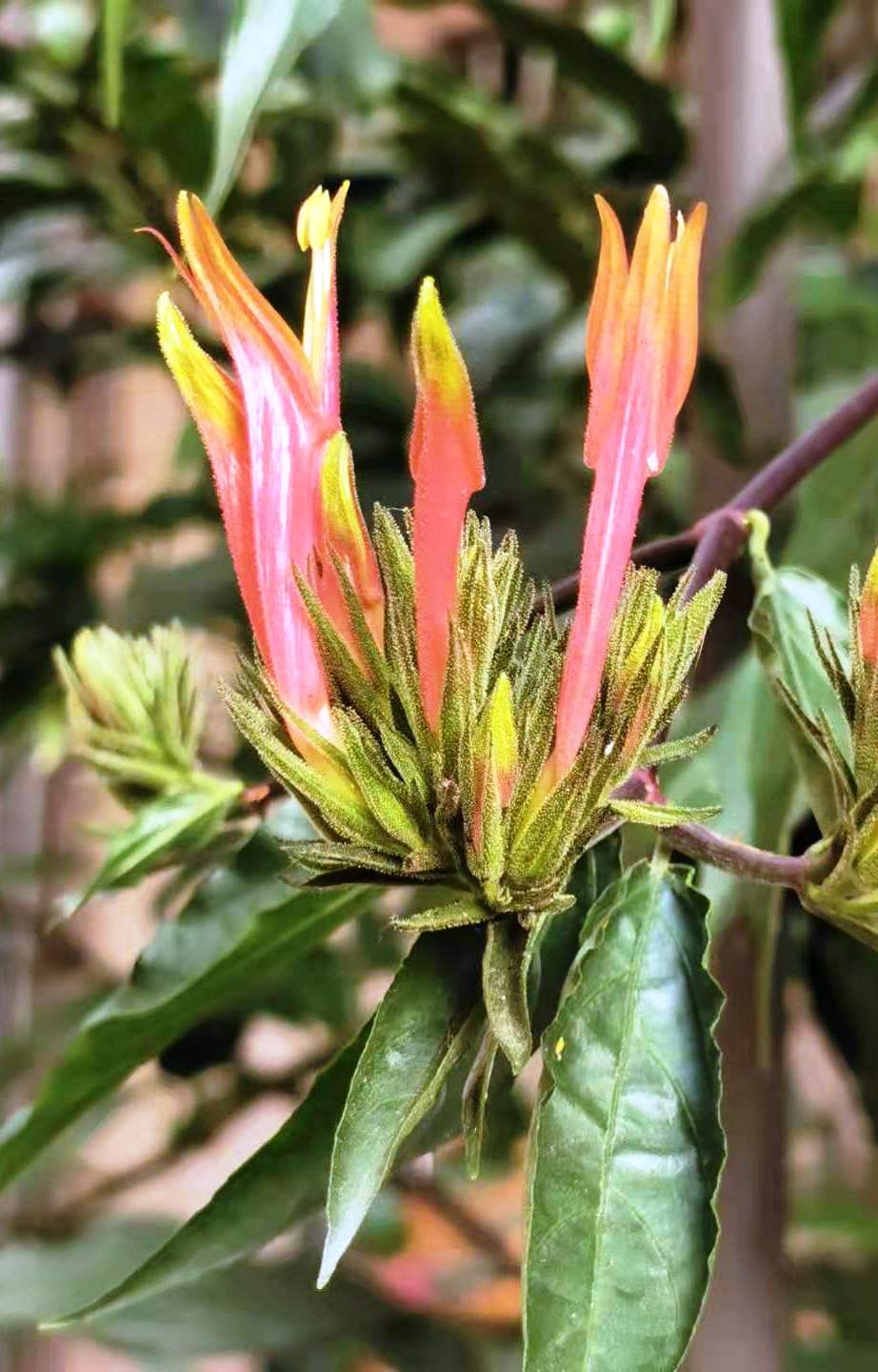

## 别名
- 扭序花（《中国高等植物图鉴》）